# Gymnázium Velké Meziříčí
Gymnázium Velké Meziříčí je škola nacházející se ve Velkém Meziříčí, jež byla založena v roce 1899. Budova gymnázia byla dostavěna v neoklasicistním stylu v roce 1901. Součástí areálu gymnázia jsou tři sportovní hřiště. Průměrná úspěšnost přijetí absolventů k dalšímu studiu za posledních 8 let[kdy?] je přes 97 %. Školu tvoří 8 tříd osmiletého studia, které jsou označovány latinskými termíny prima – oktáva (případně 1.–8. A), a 4 třídy čtyřletého studia (1.–4. C). V historii se však často otvíralo v jednom roce více tříd než dvě.

## Historie
Myšlenkou založit střední školu se zabývali meziříčští měšťané už v červnu revolučního roku 1848. V letech 1871–1897 město osmkrát písemně komunikovalo buď se zemským sněmem, nebo s ministerstvem kultu a vyučování. Po půl století bylo však vynaložené úsilí přece jen korunováno úspěchem. 27. března 1899 obdrželi čelní představitelé města telegram o povolení zřízení zemské vyšší reálky.
Lokalita pro stavbu školy nebyla zvolena náhodně, naši předkové hledali prostor, kde by budova školy působila dostatečně monumentálně a kde by byli studenti chráněni před hlukem a prachem města. Celá budova byla promyšlena do nejmenší detailů. Třípatrová stavba byla dokončena 28. srpna 1901 a zároveň byla provedena i úprava okolí. 14. září 1899 proběhlo úřední převzetí budovy a o sedm dnů později se uskutečnilo její slavnostní vysvěcení, které provedl úřadující biskup dr. František Salesius Bauer. Školní rok 1901/1902 tedy studenti zemské vyšší reálky, do této doby využívající prostory měšťanské školy, začali opravdu ve svém. Škola v době svého založení obsahovala společenskou místnost, vlastní kapli s harmoniem, zasvěcenou sv. Cyrilu a Metodějovi, botanickou zahradu, tělocvičnu, byt pro školníka a jeho rodinu a prostornější byt s vlastní zahradou pro ředitele. Gymnázium navíc disponovalo třemi knihovnami, které před 1. světovou válkou nashromáždily 1857 svazků. Velmi rozsáhlé byly kabinety přírodních věd, které disponovaly zakoupenými, zapůjčenými, studenty vyrobenými nebo od sponzorů darovanými pomůckami.
V letech 1899–1929 nesla škola název zemská vyšší reálka a šlo o typ školy, kde převažovaly přírodovědné a technické předměty nad humanitními. To souviselo s potřebou technicky vzdělaných lidí, kteří pomohou do převážně zemědělského kraje přinést průmysl. Svůj název a zaměření však škola do dnešních dnů několikrát změnila. V roce 1929 byla škola přejmenována na zemské reformní reálné gymnázium. Studium se prodloužilo na osm let a změnila se skladba výuky, přičemž došlo k rovnoměrnějšímu rozložení přírodovědně-matematického a jazykově-historického učiva. V roce 1939 se škola stala státním reformním gymnáziem, což naznačuje, že šlo o první pokus o postátnění ústavu. Tyto snahy však byly uskutečněny jen částečně, pod péči státu přešel učitelský sbor, nikoli budova a její zařízení.
Fašistická okupace postihla velkomeziříčský ústav hned 18. března 1939, kdy ho (byť jen nakrátko) obsadilo říšské vojsko. V roce 1944 zabrala II. poschodí gymnaziální budovy německá dívčí střední škola a na začátku roku 1945 sem zase přišli vojáci. Tělocvičná jednota Sokol tehdy zapůjčila škole svůj kinosál, aby mohlo být zajištěno alespoň provizorní vyučování. Během války bylo postupně totálně nasazeno 13 profesorů, a tak se v závěrečných válečných letech výuka uskutečňovala často velmi nárazově. Vedle Židů opouštěli školu také nejstarší chlapci, jejichž rodiče se přihlásili k německé národnosti. Smrt dvou profesorů Jaroslava Novotného, Bedřicha Krejčího a bezmála čtyř desítek mladých mužů a dívek je nejkrutější daní, kterou si od reálného gymnázia válka vybrala.
Studenti v letech 1941–1945 odcházeli s vysvědčením z Realgymnasium in Gross Meseritsch. Ve školním roce 1945 škola znovu změnila svůj název – až do roku 1948 se stala státním reálným gymnáziem. Třídy byly rozděleny na pobočky s humanitním a s technickým zaměřením, což pochopitelně ovlivnilo skladbu maturitních předmětů.
V roce 1948 pak provedl zásadní školskou reformu, zdůrazňující výchovné a praktické cíle vzdělávání mládeže, nový ministr školství Zdeněk Nejedlý. Došlo ke sloučení nižších tříd gymnázia s bývalou měšťanskou školou a gymnázium postupně přešlo na čtyři ročníky. Změnil se také název školy, a to na reálné gymnázium. V roce 1949 se název ústavu zredukoval na označení gymnázium. Větší část školní budovy obsadila měšťanská škola.
V roce 1953 byly dosavadní škola národní, střední a gymnázium transformovány na jednotnou školu všeobecně vzdělávací s 1.–11. třídou. Nový školský zákon nezměnil jen název či organizaci školy, ale hlavně její náplň. V nejvyšších třídách bylo posíleno technické vzdělání a zavedeny laboratorní práce. Byla odbourána výuka náboženství. Od 1. září 1960 začali studenti dostávat zdarma učebnice a školní pomůcky.
O rok později, tj. v roce 1961, se bývalá jednotná škola rozdělila na základní devítiletou školu a střední všeobecně vzdělávací školu. Ta byla tříletá, výběrová a sloužila k přípravě žáků na studium na vysokých školách. Vedle povinných předmětů byly do osnov pojaty i předměty volitelné a nepovinné a součástí osnov se stala i tzv. výrobní praxe. Na základě nového školského zákona došlo k prodloužení studia na čtyři roky a ke změně názvu školy na gymnázium, který nese ústav od školního roku 1969/1970 dosud.
Sedmdesátá a osmdesátá léta přinesla dělení studentů do humanitních a přírodovědných větví, posudky s kádrovým hodnocením, volalo se po větším zapojení studentů i profesorů do veřejného a politického života. Vedle toho se zlepšovalo materiální a technické zabezpečení výuky, opravovaly se školní prostory. Události roku 1989 přinesly změny nejen do společnosti, ale i do organizace školy. Od školního roku 1990/1991 začalo gymnázium fungovat nejen jako čtyřleté, ale rovněž jako víceleté (sedmi a později osmileté). Změnily se osnovy, skladba předmětů, učební priority.

## Studium

### Školní vzdělávací program
Škola má dva ŠVP, jeden pro nižší stupeň osmiletého oboru a druhý pro vyšší stupeň osmiletého a celý čtyřletý obor.

### Studijní skupiny
Většina předmětů se vyučuje pro celou třídu (průměrně 30 studentů), při studiu povinných jazyků jsou ale studenti děleni abecedně do dvou skupin. V prvním a druhém ročníku vyššího stupně se třída dělí v rámci Výtvarné výchovy a Hudební výchovy na dvě skupiny. V posledních a částečně i předposledních ročnících přibývají povinně volitelné předměty, do nichž se přihlašují studenti dle preferencí. Tělesná výchova je vyučována zvlášť pro chlapce a děvčata.

### Výuka jazyků

#### Angličtina
Od primy osmiletého gymnázia i 1. ročníku čtyřletého gymnázia je povinné studium angličtiny jako prvního cizího jazyka. Hodinové dotace jsou 2–3 týdně v závislosti na roku studia, v posledních dvou ročnících přibývá povinně volitelná Anglická konverzace (další 2 hodiny týdně).

#### Němčina
Od tercie je povinná němčina se stálou dotací 3 hodiny týdně. V septimě a 3. ročníku čtyřletého studia mají studenti možnost nastoupit do volitelného předmětu německé konverzace.

#### Latina
Latina je volitelný předmět v septimě a 3. ročníku čtyřletého studia, volí se na 2 roky. V rozvrhu je vždy 2 hodiny týdně.

#### Ruština
Ruština také patří mezi volitelné předměty. Stejně jako latina se volí ve 3. ročníku čtyřletého studia nebo 7. ročníku osmiletého studia. Hodinová dotace jsou opět 2 hodiny týdně.

#### Španělština
Španělský jazyk je také jeden z volitelných předmětů. Volí se ve 3. ročníku čtyřletého studia č 7. ročníku osmiletého studia. Hodinová dotace jsou 2 hodiny týdně.

## Vybavení školy
Dnes škola probíhá neustálou modernizací. Třídy se jedna po druhé rekonstruují, přidává se do nich elektronické vybavení jako počítače, projektory, interaktivní tabule atd., v nejvyšším patře jsou navíc umístěny dvě počítačové učebny. Škola disponuje tělocvičnou, posilovnou a třemi hřišti. V profesory rekonstruovaném půdním prostoru gymnázia se konají výstavy výtvarných prací maturantů.
V druhé polovině 10. let byla provedena rekonstrukce suterénu, kde byly rozšířeny již nevyhovující prostory studentských šaten, dále se pak rekonstrukce týkala toalet, auly a některých dalších místností.

## Akce školy

### Výchovně vzdělávací akce
- Exkurze – Jaderná elektrárna Dukovany, Škoda, Praha, Osvětim, Paříž, Vídeň, Kutná Hora, Velkomeziříčský pivovar, místní výstavy.
- Kurz bruslení – pro některé ročníky nižšího stupně osmiletého gymnázia.
- Lyžařský výcvik – probíhá na místní sjezdovce na Fajtově kopci.
- Lyžařský kurz – pro první ročník čtyřletého gymnázia a kvintu. Jedná se o týdenní pobyt v českých horách (obvykle v Jeseníkách s intenzivním kurzem sjezdového i běžkového lyžování a snowboardování.
- Výměna – pro 2. ročník a sextu. Jedná se o dvoutýdenní výměnné pobyty se studenty z německého Weilheimu.
- Cyklistický a sportovní kurz – koná se tradičně v Zásece, pořádají se cyklistické i pěší výlety, sportovní hry, soutěže a závody.
- Návštěvy kina a divadelních představení
- Každoroční výlety

### Další pravidelné akce školy
- Ples školy
- Den otevřených dveří
- Vánoční besídka
- Mikuláš
- Sv. Valentýn
- Stužkovací večírek
- Poslední zvonění
- Vydávání almanachu školy (vždy po 10 letech)

## Osobnosti školy

### Významní absolventi
Mezi veřejně známé absolventy z posledních[kdy?] let patří Ing. arch. Alexandros Kaminaras, architekt a starosta Velkého Meziříčí, Ondřej Brejška (zpěvák skupiny Poetika), Tomáš Kozina (kytarista skupiny Poetika), Petr Štipák (varhaník v Kostele svatého Mikuláše ve Velkém Meziříčí). Další významnou absolventkou je též vedoucí právní poradny dTest, o.p.s. Mgr. Jana Marková, která se zabývá ochranou spotřebitele.

### Ředitelé
| Jméno ředitele       | Doba působení |
| -------------------- | ------------- |
| Zikmund Horváth      | 1899–1909     |
| Vincenc Jordánek     | 1909–1929     |
| František Cvetler    | 1929–1940     |
| František Štěpánek   | 1940–1948     |
| Cyril Kučera         | 1948–1951     |
| Bohumil Ptáček       | 1951–1953     |
| Vladimír Žďárský     | 1953–1979     |
| Mgr. Zdeněk Porazil  | 1979–1994     |
| Mgr. Jaromír Pavlík  | 1994–1997     |
| PhDr. Dana Komárková | 1997          |
| RNDr. Aleš Trojánek  | 1997–2023     |
| Mgr. Ilona Pokorná   | 2023 – dosud  |